# Saint-Hilaire (Charente)
Saint-Hilaire (ou Saint-Hilaire-de-Barbezieux) est une commune associée à Barbezieux, dans le département de la Charente en région Nouvelle-Aquitaine.

## Géographie
Saint-Hilaire est située dans le sud-ouest du département de la Charente, à 2 km au sud-ouest de Barbezieux et à 33 km au sud-ouest d'Angoulême. Elle a été associée à Barbezieux le 1er janvier 1973 par arrêté préfectoral du 4 décembre 1972.
La D.3, route de Barbezieux à Jonzac, la limite au nord. Elle est traversée à l'est par la D.731 au sud de Barbezieux, ancienne N.10 entre Angoulême et Bordeaux, maintenant déviée à l'est de Barbezieux.

### Hameaux et lieux-dits
La commune comporte plusieurs hameaux et fermes. Les plus importants sont : Peugemard au sud-est, chez Ponchet au sud-ouest, et les Anglais au nord-est qui constitue un faubourg de Barbezieux.

## Histoire
Au Moyen Âge, le seigneur de Saint-Hilaire était Pierre Méhée venant d'Ardenne[réf. nécessaire].
Pendant la Révolution, la commune s'est appelée pendant une courte période L'Islot ou Lilot.

## Démographie
L'évolution du nombre d'habitants est connue à travers les recensements de la population effectués dans la commune depuis 1793. À partir du 1er janvier 2009, les populations légales des communes sont publiées annuellement dans le cadre d'un recensement qui repose désormais sur une collecte d'information annuelle, concernant successivement tous les territoires communaux au cours d'une période de cinq ans. 
Pour les communes de moins de 10 000 habitants, une enquête de recensement portant sur toute la population est réalisée tous les cinq ans, les populations légales des années intermédiaires étant quant à elles estimées par interpolation ou extrapolation. Pour la commune, le premier recensement exhaustif entrant dans le cadre du nouveau dispositif a été réalisé en ,.
En 2010, la commune comptait 293 habitants.
| 1793 | 1800 | 1806 | 1821 | 1831 | 1841 | 1846 | 1851 | 1856 |
| ---- | ---- | ---- | ---- | ---- | ---- | ---- | ---- | ---- |
| 377  | 335  | 339  | 373  | 414  | 426  | 418  | 438  | 464  |

| 1861 | 1866 | 1872 | 1876 | 1881 | 1886 | 1891 | 1896 | 1901 |
| ---- | ---- | ---- | ---- | ---- | ---- | ---- | ---- | ---- |
| 431  | 467  | 411  | 410  | 421  | 411  | 413  | 408  | 377  |

| 1906 | 1911 | 1921 | 1926 | 1931 | 1936 | 1946 | 1954 | 1962 |
| ---- | ---- | ---- | ---- | ---- | ---- | ---- | ---- | ---- |
| 366  | 377  | 345  | 337  | 335  | 324  | 315  | 309  | 295  |

| 1968 | 2007 | 2008 | 2009 | 2010 | - | - | - | - |
| ---- | ---- | ---- | ---- | ---- | - | - | - | - |
| 296  | 297  | 293  | 293  | 293  | - | - | - | - |

## Équipements
Les puits de captage en eau potable de Barbezieux-Saint-Hilaire sont situés au lieu-dit "les prés du chemin pelu" à Saint-Hilaire .
Le château d'eau de Saint-Hilaire a été mis en service en 1898.

## Lieux et monuments

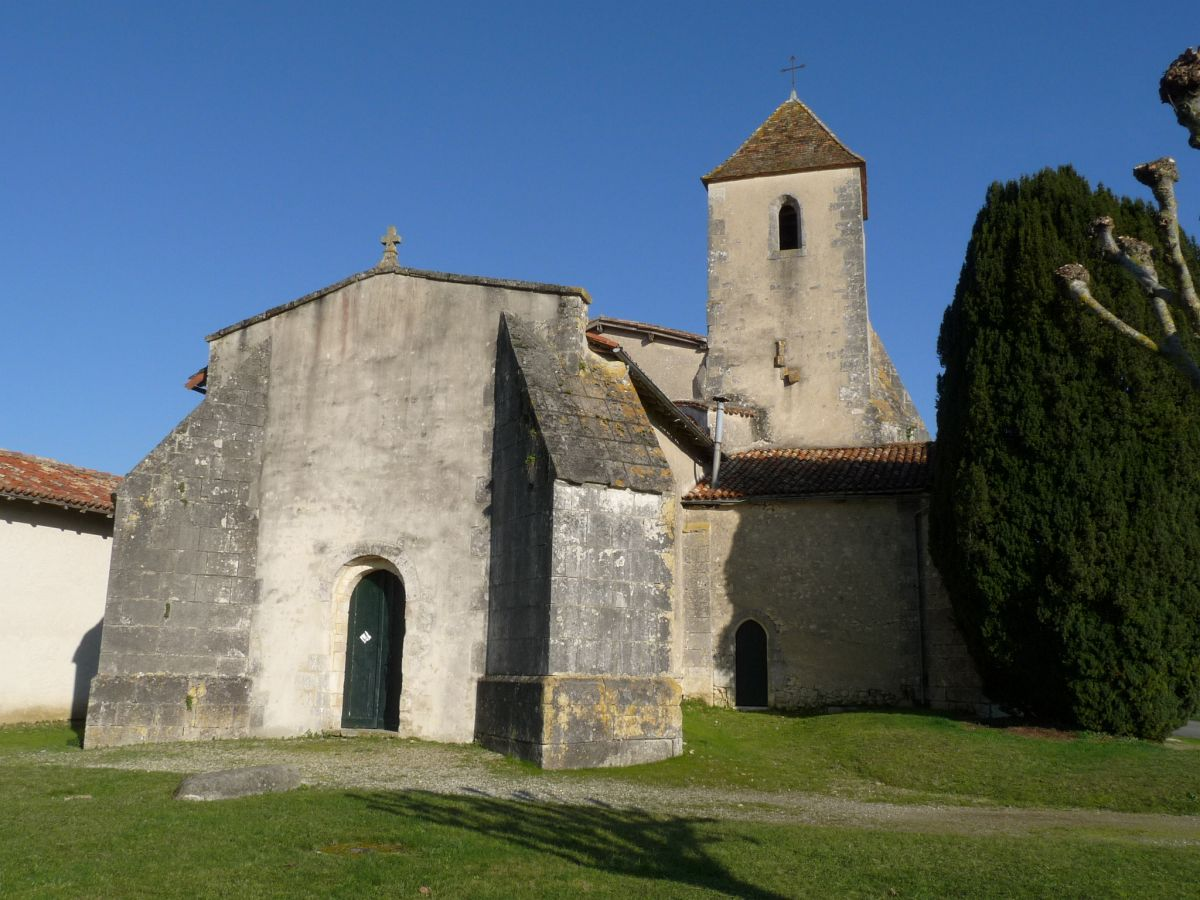
L'église paroissiale Saint-Hilaire

L'église paroissiale Saint-Hilaire, datant initialement du XIe siècle, de style roman et fortement remaniée jusqu'au XVIIe siècle, est inscrite monument historique depuis 2013.